# Roșiorii de Vede
Roșiorii de Vede municípium Teleorman megyében, Munténiában, Romániában. A Vedea folyó mentén helyezkedik el, 35 km-re a mai megyeszékhelytől Alexandriától és 125 km-re a fővárostól Bukaresttől.

## Történelem
A település az egyik legrégebbi város Havasalföldön.
Az 1200-as években ezt a területet bolgár törzsek lakták, központjuk a Cerven vár volt mely a Dunától délre található, a mai Bulgáriában. A várat 1388-ban török csapatok elfoglalták és felégették, a legendák szerint a túlélők egy része a Duna mentén haladva letelepedett a Sexaginta Prista (Hatvan hajó) nevű római városrom körül, megalapítva egy új települést, a mai Rusze városát. A Cerven várát elhagyók egy másik csoportja pedig északra haladva, a Vedea folyó mentén már meglévő kis faluban telepedett le. Ennek a településnek az első írásos említése 1385-ből való, két germán zarándok, Peter Sparnau és Urlich von Tennstadt által, akik Jeruzsálemből jövet érintették e területet, a települést pedig Russenart néven írják le.
A városról fennmaradt következő dokumentum 1394-ből való, Mircea cel Bătrân havasalföldi uralkodó idejéből, az írás kimondja hogy Roșiorii de Vede az akkor megalapított Teleorman megye székhelye lett, amely címet több mint 400 éven keresztül viselte, 1837-ig, amikor is az új megyeszékhely Zimnicea lett.
1916-ban német csapatok szállták meg, elpusztítva a város jelentős részét.

## Külső hivatkozások
- A polgármesteri hivatal honlapja